# باتایسک
شهر باتایسک (به روسی: Батайск) در کشور روسیه و در اوبلاست روستوف واقع شده‌است.

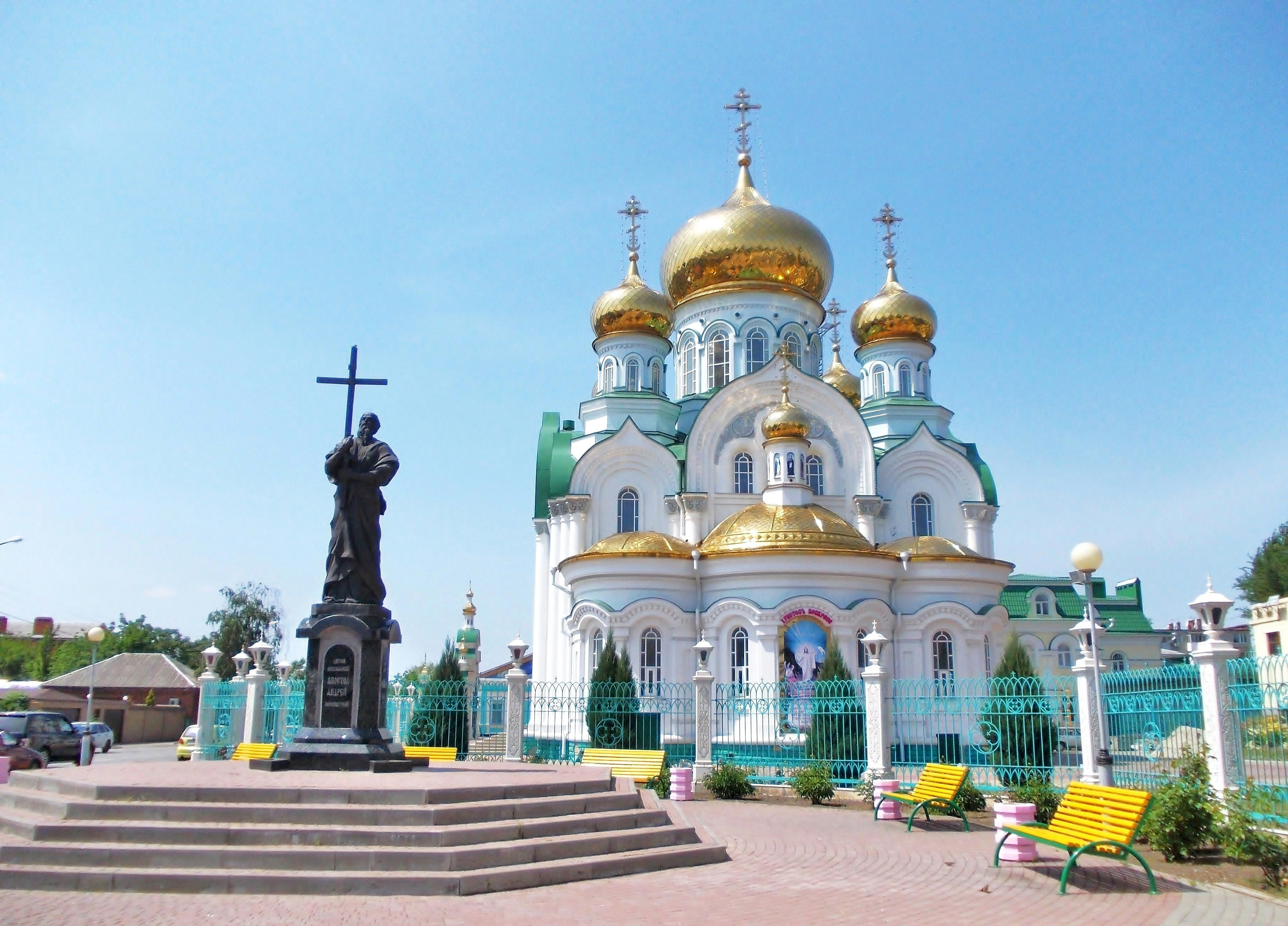